# Freddie Stroma
Frederic Wilhelm C.J. Sjöström, meglio conosciuto come Freddie Stroma (Londra, 8 gennaio 1987), è un attore e modello britannico.
È conosciuto soprattutto per aver interpretato Cormac McLaggen nel sesto film della saga di Harry Potter, Harry Potter e il principe mezzosangue.

## Biografia
Si è laureato in neuroscienze alla University College di Londra alternando lo studio alla sua carriera di attore e modello. Per poter partecipare alla saga di Harry Potter ha dovuto prendersi un anno sabbatico, concludendo gli studi nel 2009.
Nel 2010 interpreta Cool Brett nel film di Noel Clarke 4. 3. 2. 1. Nello stesso anno è stato scelto per il ruolo del Principe Azzurro nella produzione Cinderella del teatro El Portal Theater e ha ripreso il suo ruolo di Cormac McLaggen in Harry Potter e i Doni della Morte - Parte 1 e nel seguito Harry Potter e i Doni della Morte - Parte 2.
Ha girato nel 2011 un film su Cenerentola diretto da Damon Santostefano chiamato A Cinderella Story: Once Upon a Song con Lucy Hale, Megan Park e Missi Pyle.
Dal 2015 è uno dei protagonisti della serie televisiva di Lifetime UnREAL nel ruolo di Adam, ruolo che ha ripreso come guest star nella seconda stagione. Nel 2016 ha partecipato a Il trono di spade come Dickon Tarly, ruolo che ha poi dovuto abbandonare nella stagione successiva perché in conflitto con le riprese di Time After Time dove aveva un ruolo di primo piano. In tale serie ha interpretato una versione fittizia di H. G. Wells.
Nel 2021 viene annunciato nel cast di Peacemaker, serie originale HBO Max facente parte del DC Extended Universe e spin-off di The Suicide Squad - Missione suicida, come Adrian Chase/Vigilante. È andato a sostituire Chris Conrad, originariamente assunto per il ruolo che ha abbandonato il progetto a seguito di divergenze creative.

### Vita privata
Sul set di UnREAL ha conosciuto Johanna Braddy, l'interprete di Anna e nel maggio 2016 si sono fidanzati ufficialmente convolando a nozze il 30 dicembre dello stesso anno.

## Filmografia

### Cinema
- Lady Godiva, regia di Vicky Jewson (2008)
- Harry Potter e il principe mezzosangue (Harry Potter and the Half-Blood Prince), regia di David Yates (2009)
- 4. 3. 2. 1, regia di Noel Clarke e Mark Davis (2010)
- Harry Potter e i Doni della Morte - Parte 1 (Harry Potter and the Deathly Hallows: Part 1), regia di David Yates (2010)
- Harry Potter e i Doni della Morte - Parte 2 (Harry Potter and the Deathly Hallows: Part 2), regia di David Yates (2011)
- A Cinderella Story: Once Upon a Song, regia di Damon Santostefano (2011)
- Voices (Pitch Perfect), regia di Jason Moore (2012)
- After the Dark, regia di John Huddles (2013)
- Extraterrestrial, regia di Colin Minihan (2014)
- The Inbetweeners 2, regia di Damon Beesley e Iain Morris (2014)
- 13 Hours: The Secret Soldiers of Benghazi, regia di Michael Bay (2016)
- Ricomincio da me (Second Act), regia di Peter Segal (2018)

### Televisione
- Mayo – serie TV, 1 episodio (2006)
- Casualty – serie TV, 1 episodio (2006)
- The Last Flight to Kuwait – film TV (2007)
- Unreal – serie TV, 12 episodi (2015-2016)
- Il Trono di Spade – serie TV, 1 episodio (2016)
- Time After Time – serie TV, 12 episodi (2017)
- Grand Hotel - serie TV, 2 episodi (2019)
- Bridgerton – serie TV, 3 episodi (2020)
- The Crew - serie TV, 10 episodi (2021)
- Peacemaker - serie TV (2022-in corso)

### Videogiochi
- Harry Potter e il principe mezzosangue (Harry Potter and the Half-Blood Prince) (2009)

## Doppiatori italiani
Nelle versioni in italiano delle opere in cui ha recitato, Freddie Stroma è stato doppiato da:
- Lorenzo Accolla in Harry Potter e il principe mezzosangue, Harry Potter e i Doni della Morte - Parte 1, Harry Potter e i Doni della Morte - Parte 2
- Emanuele Ruzza in Unreal, Il Trono di Spade
- Daniele Giuliani in 13 Hours: The Secret Soldiers of Benghazi, Ricomincio da me
- Marco Vivio in A Cinderella Story: Once Upon a Song
- Omar Vitelli in After the Dark
- Luigi Morville in Bridgerton
- Flavio Aquilone in Peacemaker

Da doppiatore è stato sostituito da:
- Gabriele Marchingiglio in Harry Potter e il principe mezzosangue